# Seminari Metropolità de València
El Seminari Metropolità de València va ser autoritzat en 1769 com seminari conciliar. Actualment està situat a Montcada, el Seminari Major La Immaculada que ocupa un pavelló i la part principal. En els altres dos pavellons estan les dependències universitàries del CEU San Pablo, El Seminari Menor es troba a Xàtiva.

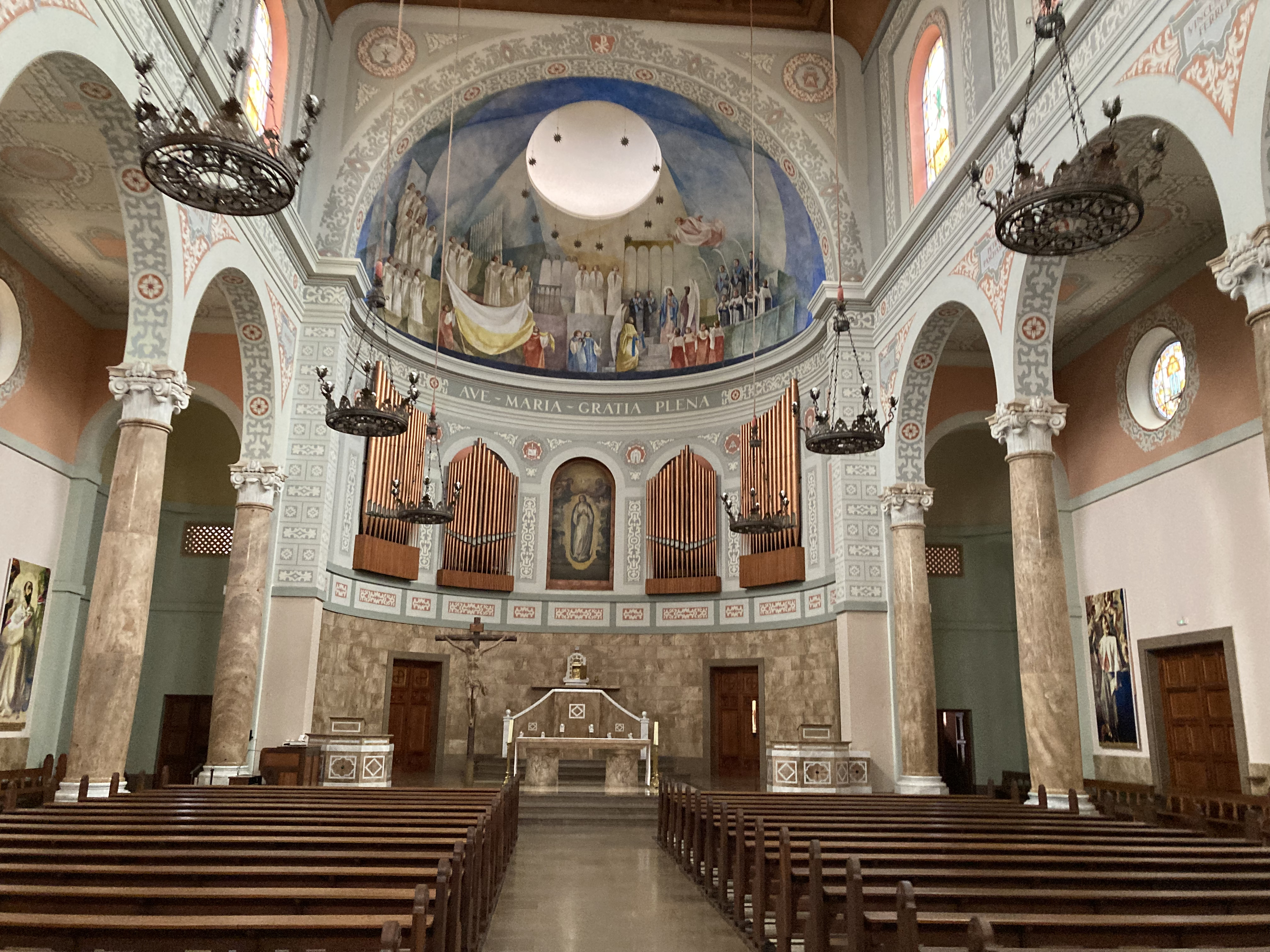
Església del Seminari

La primera seu del seminari va ser a l'edifici de la Casa Professa de la Companyia de Jesús a València en 1790 amb l'arquebisbe Francisco Fabián y Fuero. El Bisbe auxiliar, Melchor Serrano va ser el primer rector que va començar amb vint seminaristes. L'increment constant de seminaristes (1.300 en el curs 1891-92) va fer que s'haguessin de condicionar algunes dependències del carrer Trinitaris. En 1939 és nomenat rector Antonio Rodilla Genoll. En 1948 el seminari es trasllada al nou edifici situat a Montcada en el qual s'havien construït el pavelló central i els dos transversals. El projecte d'aquest edifici va ser realitzat al 1944 per l'arquitecte Vicente Traver Tomás que també havia projectat el Palau Episcopal. La primera pedra es va col·locar el 15 de maig d'aquell any. Entre 1944 i 1948 es van construir el pavelló central i els dos menjadors i en octubre de 1948 es van traslladar els seminaristes del carrer Trinitaris de Valencia a la nova seu del seminari a Montcada

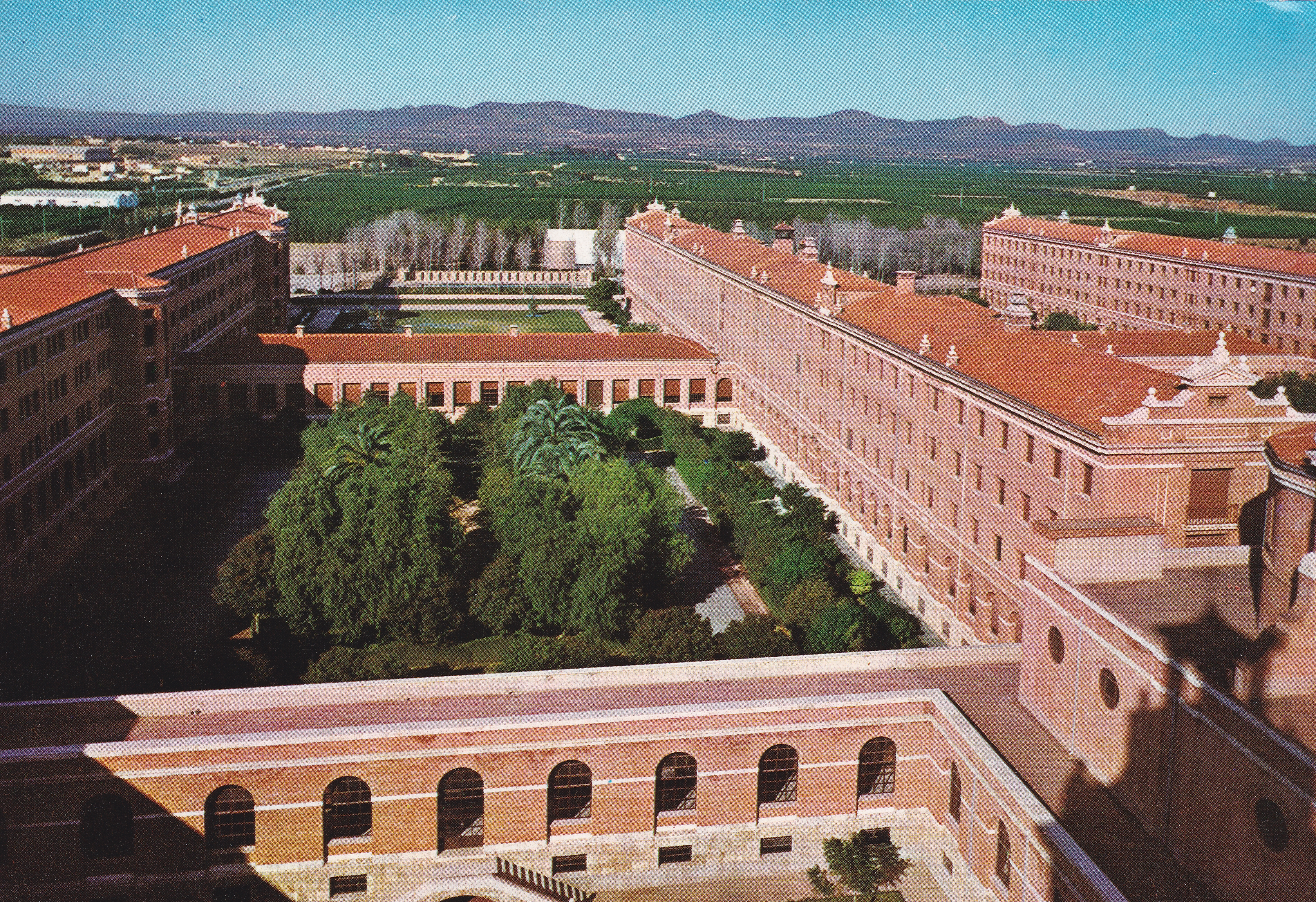

La primera pedra de la basílica va ser colocada i beneïda per l'arquebisbe Marcelino Olaechea el 24 de maig de 1953 i el 4 de maig de 1958 va ser beneïda pel nunci Ildebrando Antoniutti. La darrera fase de construcció va ser entre 1959 i 1966 amb la construcció del tercer pavelló i la capçalera de conjunt.
En 1966 es va inaugurar l'Església i es va donar per acabat l'edifici del nou seminari. L'Arquebisbe de València José María García Lahiguera, al setembre del 1969 nomena nou rector a Rafael Sanus Abad que va substituir a Antonio Rodilla. El Seminari va conèixer una nova estructuració en comunitats més reduïdes i el règim de vida va ser molt més obert, seguint l'esperit del Concili Vaticà II. Un dels formadors d'aquests anys va ser José Maria Monzó. En 1974 monsenyor José María García Lahiguera, decideix traslladar a Xàtiva el Seminari menor, nomenant com a Rector a José Vilaplana Blasco. D'aquesta manera, els seminaristes d'EGB cursen els estudis al Col·legi Claret i els de BUP i COU a l'Institut José de Ribera. Al 1976, es va realitzar el relleu de Rafael Sanus Abad al capdavant del Seminari Major i li va succeir Honorato Ros Llopis, que va ser rector fins a juny de 1979, any en què li va succeir Juan Antonio Reig Pla. Al juny de 1977 el nou arquebisbe Miguel Roca Cabanellas, donat el nombre ben reduït de seminaristes, va decidir traslladar el Seminari Major de Montcada a València, al carrer Trinquet de Cavallers. Al 1980 el Seminari Menor deixa Xàtiva i s'instal·la de nou en un pavelló de l'edifici del seminari de Montcada. Els seminaristes estudiaran en el Col·legi del CEU San Pablo.
El gener de 1985 va ser nomenat rector del seminari Agustí Cortés Soriano. Des d'aquell curs, els seminaristes majors tornarien progressivament des de la Casa de València al Seminari de Montcada. Al 1989 el Seminari Menor passa a situar-se de nou a la ciutat de Xàtiva, estudiant els seminaristes en el Col·legi Claret.